# Siegfried Unseld Preis
Der Siegfried Unseld Preis war ein internationaler Wissenschafts- und Literaturpreis, der  seit 2004 alle zwei Jahre zur Erinnerung an den Verleger Siegfried Unseld verliehen wurde. Er wurde anlässlich seines 80. Geburtstags von der Siegfried Unseld Stiftung gestiftet. Die mit 50.000 Euro dotierte Auszeichnung, die aufgeteilt werden konnte, wurde jeweils an Unselds Geburtstag, dem 28. September, übergeben. Der Preis gehörte damit neben dem Georg-Büchner-Preis, dem Joseph-Breitbach-Preis und dem Siegfried Lenz Preis zu den höchstdotierten Literaturpreisen in Deutschland. Die bisher letzte Preisverleihung fand im Jahr 2012 statt.

## Preisträger
- 2004: Peter Handke
- 2006: Inger Christensen
- 2008: Bruno Latour
- 2010: Sari Nusseibeh und Amos Oz[3]
- 2012: Art Spiegelman[4]